# 牧鉄馬
牧 鉄馬（まき てつま、1966年 - ）は、日本のグラフィックデザイナー、映像ディレクター。静岡県出身。桑沢デザイン研究所卒業。
プロモーションビデオのディレクター業の他、月桂冠『つき』のCMを手掛けるなど、CMディレクターとしても知られる。

## 略歴
- 1990年、丸屋入社。
- 1993年、ソニー・ミュージックコミュニケーションズ入社。
- 1998年、株式会社ファンタジスタ設立。

## MV監督作品
- 絢香「三日月」
- GLAY「Way of Difference」
- 平井堅「LIFE is... 〜another story〜」「Ring」「大きな古時計」
- ポルノグラフィティ「Mugen」「音のない森」「ヴォイス」「カゲボウシ」
- 山田タマル「秘密の静寂」「各駅停車の恋」
- 鬼束ちひろ「everyhome」
- 柴咲コウ「いくつかの空」
- Every Little Thing「恋文」「good night」
- KOKIA「dandelion」
- 推定少女「しょうちのすけ」
- 福山雅治「fighting pose
- 175R「シャイン、光の道しるべ」
- ヨースケ@HOME「パノラマ」
- 阿部芙蓉美「青春と路地」「開け放つ窓 〜piano version」「trip-うちへかえろ-」
- 森山直太朗「さくら」「生きてることが辛いなら」
- Skoop On Somebody「ama-oto」
- 安藤裕子「のうぜんかつら」「はじまりの唄」「Paxmaveiti-ラフマベティ-」「歩く」
- 湯川潮音「ここから見る丘」
- 平川地一丁目「とうきょう」「Tokyo」

## CM監督作品
- キリン ラガービール　絆〜友人/絆〜親子/絆〜帰郷
- 日産自動車 企業 「SHIFT-anthem」篇 （2004年）
- パイオニア Brand AD　アンデスの少女(HD)
- 月桂冠 定番酒 月　彼女の夢/赤の連想/ふたりの貝/宇宙の笑顔/夜の響演/昼下がりの共争 （2005年）
- 本田技研工業 企業 FCX CONCEPT　MAGAZINE
- 森永製菓 ウイダーinゼリー　扉
- ダイドー MiUピュアウォーター　カラダが求める水
- 日産自動車 NOTE　親子で洗車
- シャープ 太陽光発電システム　イギリス環境庁
- UCC上島珈琲 GOLD SPECIAL　「UCCクオリティ」篇 （2007年）
- 黄桜 企業　「小林・江川対談」篇 （2007年）
- 本田技研工業 企業 「ASIMO DINER」篇 （2007年）
- 本田技研工業 ステップワゴン　HUG!母親
- ハウスメイト 企業　「転勤」篇/「選択」篇/「バースデー」篇 （2008年）
- NEXCO中日本 企業　卒業旅行/母の引越し/深夜ビル

## CM出演
- 日産自動車、マーチ（2007年、ナレーター）